# Sobennikoffia
Sobennikoffia – rodzaj roślin z rodziny storczykowatych (Orchidaceae). Wszystkie 4 gatunki są endemitami występującyki w Afryce na Madagaskarze.

## Systematyka
Rodzaj sklasyfikowany do podplemienia Angraecinae w plemieniu Vandeae, podrodzina epidendronowe (Epidendroideae), rodzina storczykowate (Orchidaceae), rząd szparagowce (Asparagales) w obrębie roślin jednoliściennych.
Wykaz gatunków
- Sobennikoffia fournieriana (Kraenzl.) Schltr.
- Sobennikoffia humbertiana H.Perrier
- Sobennikoffia poissoniana H.Perrier
- Sobennikoffia robusta (Schltr.) Schltr.